# Ibrahima Ndiaye (ur. 1994)
Ibrahima Mame Ndiaye (ur. 6 grudnia 1994 w Dakarze) – senegalski piłkarz, grający na pozycji prawego napastnika. W sezonie 2024/2025 zawodnik Mladost Lučani.

## Kariera klubowa
Wychowanek ASC Linguère.
1 września 2012 roku przeniósł się do serbskiego Napredak Kruševac. Zadebiutował tam 6 kwietnia 2013 roku w spotkaniu Prva liga Srbije przeciwko RFK Novi Sad 1921, wygranym 3:0. Pierwszego gola w tej drużynie strzelił 21 kwietnia w meczu przeciwko FK Teleoptik Zemun, wygranym 4:1. Ibrahima Ndiaye, mimo że wszedł na ostatnie 30 minut, strzelił gola w 85. minucie. Jego zespół awansował do Super liga Srbije w debiutanckim sezonie (2012/2013). Pierwszą asystę zaliczył już w serbskiej ekstraklasie. 1 marca 2014 roku w meczu przeciwko FK Radnicki 1923 Kragujevac, zremisowanym 3:3. Asystował przy golu w 25. minucie. Po raz drugi wygrał zaplecze ekstraklasy serbskiej w sezonie 2015/2016. Łącznie do czasu przenosin do następnego klubu rozegrał 112 meczów, strzelił 28 goli i zanotował 9 asyst.
7 sierpnia 2017 roku przeniósł się do Randers FC. Wcześniej grał w rezerwach tego klubu, debiutując 6 sierpnia w meczu przeciwko rezerwom Hobro IK, wygranym 3:1. Strzelał gole w 29. i 50. minucie meczu. Pierwszą asystę w barwach tego klubu zaliczył 6 listopada również w meczu przeciwko rezerwom Hobro IK, zremisowanym 2:2. Asystował przy golu w 50. minucie. Łącznie dla duńskiego klubu zagrał w 9 ligowych meczach, strzelił 2 gole i zanotował asystę.
23 stycznia 2018 roku powrócił do FK Napredak Krusevac. Ponownie zadebiutował tam16 lutego w meczu przeciwko FK Spartak Subotica, wygranym 4:3. Ibrahima Ndiaye strzelił gola w tym meczu, w 21. minucie meczu. Łącznie po powrocie do tego klubu rozegrał 46 meczów, strzelił 16 goli i zanotował 9 asyst.
22 sierpnia 2019 roku przeniósł się do FK Čukarički. Zadebiutował tam 28 sierpnia w meczu przeciwko FK Rad Belgrad, wygranym 2:3. Pierwszą bramkę i asystę zdobył 5 października 2019 roku w meczu przeciwko FK Javor-Matis Ivanjica, wygranym 2:0. Najpierw asystował przy bramce w 13. minucie, a potem sam strzelił gola w 62. minucie. Łącznie dla tego zespołu rozegrał 39 ligowych meczów, strzelił 8 goli i zanotował 6 asyst.
21 stycznia 2021 roku powrócił do Afryki, aby dołączyć do Al-Hilal Omdurman. Zagrał w tym klubie 2 mecze w Pucharze CAF.
Od lipca 2021 do lipca 2024 ponownie grał w FK Čukarički, a następnie przeszedł do klubu Mladost Lučani.